# شلل سفلي تشنجي مداري
خزل سفلي تشنجي مداري أو شلل سفلي تشنجي مداري (بالإنجليزية: Tropical spastic paraparesis or TSP)‏ هو إصابة النخاع الشوكي بفيروس تي- الليمفاوي البشري مما يؤدي إلى شَلُلٌ سُفْلِيّ وضعف في الساقين. كما يوحي اسمه هو شائع أكثر في المناطق المدارية بما في ذلك منطقة البحر الكاريبي وأفريقيا.

## العلامات والأعراض
يظهر عند مرضى الشلل التشنجي المداري التهاب العنبية (التهاب في الطبقة العنبية في العين)، التهاب المفاصل (التهاب مفصل واحد أو أكثر)، التهاب الحويصلات الرئوية اللمفاوي (التهاب في نسيج الرئة)، التهاب العضلات، التهاب القرنية والملتحمة الجاف، التهاب الجلد الخَمَجي.
يمكن أن ينتقل الفيروس تي اللمفاوي البشري من النوع الأول عبر الإرضاع (من الأم إلى الطفل) والاتصال الجنسي والاتصال الدموي (نقل الدم أو مشاركة الإبر).

## الآلية الإمراضية
في الشلل التشنجي المداري، تكون الاستجابة المناعية الخلوية ضد الفيروس تي اللمفاوي البشري من النوع الأول زائدة مع ارتفاع في السيتوكينات المحرضة على الالتهاب. تبين أيضًا وجود فرط في إنتاج الإنترفيرون. يقل عدد الخلايا القاتلة الطبيعية (إيجابية المستقبلات CD56 وCD16) كثيرًا.

## التشخيص
من الطرق التي يشخص من خلالها الشلل التشنجي المداري الرنين المغناطيسي والبزل القطني (الذي يظهر فرط لمفاويات).

## العلاج
يتضمن علاج الشلل التشنجي المداري الستيروئيدات القشرية لتقليل الالتهاب. النجاح العلاجي باستخدام الستيروئيدات القشرية قصير الأمد إذ تسوء الأعراض عند تقليل الجرعة. يُستخدم مشتق صنعي يدعى 17 ألفا إيثينيل تيستوستيرون، يحسن الحركة ووظيفة المثانة لكن النتائج أيضًا غير دائمة.
تجري دراسة استخدام عقار موغاموليزوماب وهو غلوبولين من النوع IgG1 وحيد النسيلة مضاد CCR4  لعلاج الشلل التشنجي المداري. يقلل العقار حِمل طليعة الفيروس تي الليمفاوي البشري من النوع الأول ويقلل إنتاج السيتوكينات المحرضة على الالتهاب. نجح أيضًا حمض الفالبرويك في تقليل حمل طليعة الفيروس (لكن الفوائد السريرية طفيفة أو معدومة). استُخدمت تركيبة من حمض الفالبرويك وزيدوفودين وأظهرت انخفاضًا في حِمل طليعة الفيروس.

## الإنذار
يشير إنذار الشلل التشنجي المداري إلى بعض التحسن في نسبة من الحالات نتيجة المعالجة المثبطة للمناعة. نسبة أكبر من المرضى ستخسر قدرتها على المشي خلال السنوات العشر التالية.

## التاريخ
خلال عقود متعددة، استُخدم مصطلح الشلل التشنجي المداري لوصف متلازمة سريرية مترقية تصيب البالغين الذين يعيشون في المناطق المدارية في العالم. اعتقد أن الحالة سببها عامل مُعدٍ (مثل اللولبية الرقيقة واللولبية الشاحبة، اللتان تسببان التهابًا في الجهاز العصبي المركزي) أو العَوْز الغذائي المزمن (مثل عوز الفيتامينات) أو التعرض لأغذية سامة محتملة (مثل البَفرة المرة).
تصنف الاعتلالات العضلية العصبية المدارية في متلازمتين منفصلتين: الاعتلال العصبي الرنحي المداري والشلل التشنجي المداري. تصنفان معًا بسبب وجودهما في المناطق المدارية، رغم أن الشلل التشنجي يحدث في البلدان ذات المناخ المعتدل (كاليابان).

## تسميات أخرى
- HTLV-associated myelopathy = اعتلال النخاع المرتبط بفيروس تي- الليمفاوي البشري
- chronic progressive myelopathy = اعتلال النخاع المزمن التدرجي